# Value menú

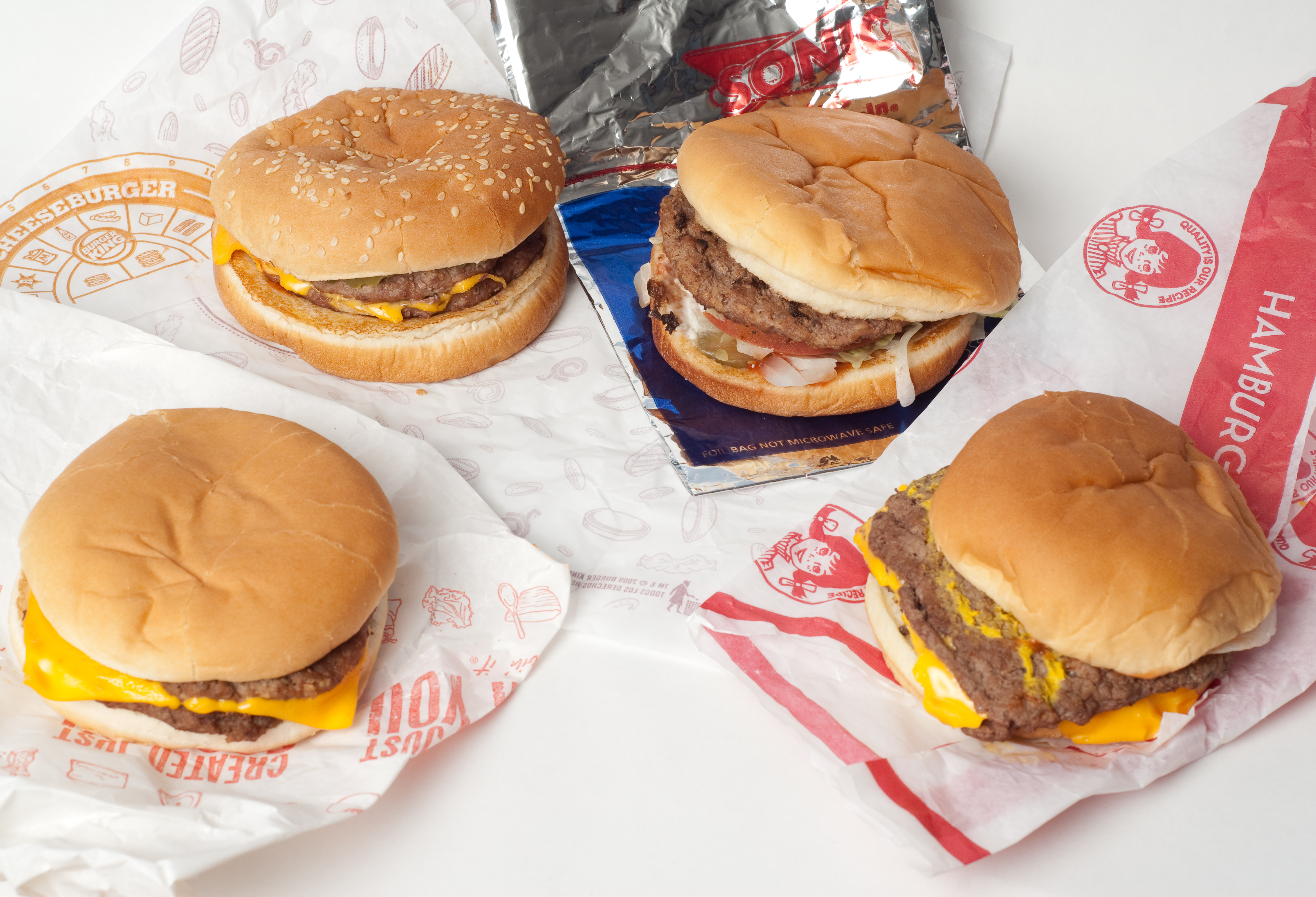
Un value menú de hamburguesas.

Un value menu es un grupo de platos en un restaurante de comida rápida que usualmente tienen un precio de 2 dólares o menos. El value menu es único en el sentido de que los platos vendidos tienen un precio más bajo que el de muchos de los otros platos en el menú. La calidad de la comida con frecuencia (aunque no siempre) está relacionada con su precio. Es el consumidor en última instancia quien decide lo que quiere llevar, de acuerdo a lo que ofrece el menú y a la preferencia de éste; y el value menu atrae algunas veces a aquellos que deciden comer un bocado rápido sin tener que comprar otros productos tales como bebidas y demás productos secundarios que están incluidos en los platos completos y que necesariamente tienen un precio más alto.
McDonald's es considerado como el primero en adoptar este tipo de menú, y otros restaurantes de comida rápida rápidamente hicieron lo mismo incluyendo productos value menu en sus ofertas habituales. El paso hacia la adopción de value menus se puede considerar como una respuesta a las preferencias cambiantes de los consumidores de comida rápida, o también como una respuesta a otros factores económicos tales como los ingresos del consumidor y los precios de otros artículos como la gasolina. Los altos precios de la gasolina pueden estar causando que los consumidores gasten menos en el autorrestaurante de lo que harían en otras circunstancias.